# Jack Trice Stadium
Jack Trice Stadium é um estádio localizado em Ames, Iowa, Estados Unidos, possui capacidade total para 42.500 pessoas, é a casa do time de futebol americano universitário Iowa State Cyclones football da Universidade Estadual de Iowa. O estádio foi inaugurado em 1975 em homenagem a Jack Trice, primeiro atleta negro da universidade.